# Міннібаєво – Урусса – Тубанкуль
Міннібаєво – Урусса – Тубанкуль – газопровідна система в суміжних районах Башкирії та Татарстану.
У 1953-му на заході Башкирії почався запуск Туймазинського газопереробного заводу, а в 1956-му стала до ладу перша черга розташованого у Татарстані Мінінбаєвського газопереробного заводу. При цьому в 1955 – 1956 роках від них проклали газопроводи Туймази – Урусса та Міннібаєво – Урусса, що зустрічались за півтора десятки кілометрів на захід від Туймазинського ГПЗ в районі Уруссінської ТЕС.
В 1959-му ввели в дію другу нитку системи Міннібаєво – Тубанкуль (Туймази). Окрім живлення зазначеної електростанції та міста Бугульма система могла забезпечувати маневр ресурсом: від Міннібаєвського ГПЗ брали початок газопроводи Міннібаєво – Казань та Міннібаєво – Іжевськ, а від Туймазинського ГПЗ існував  доступ до газопроводів Туймази – Уфа та Туймази – Шкапово.
Довжина газопроводу 101 км, діаметр нитко 273 мм та 350 мм.